# اعتراضات کلمبیا (۲۰۲۱)
اعتراضات ۲۰۲۱ کلمبیا (انگلیسی: 2021 Colombian protests)، مجموعه‌ای از اعتراضات در کلمبیا بود که از ۲۸ آوریل ۲۰۲۱ در برابر اصلاحات نظام مالیاتی و بهداشتی که منجر به افزایش مالیات می‌شود، شکل گرفته است. این اصلاحات توسط دولت ایوان دوکه، رئیس‌جمهور کلمبیا، ارائه شده است. این اصلاحات جهت افزایش منابع درآمدی، Ingreso Solidario، برنامه اجتماعی اولیه فراگیر، بوده است که در آوریل ۲۰۲۰ جهت مقابله با دنیاگیری کووید-۱۹ در این کشور طراحی شده است. طرح قانون ۰۱۰ خصوصی‌سازی خدمات درمانی را پیشنهاد کرده است.
اعتراضات علی‌رغم هشدار دادگاه‌ها در خصوص اثر منفی تظاهرات و اجتماعات گسترده بر شیوع کووید در ۲۸ آوریل شروع شده است. در شهرهای بزرگ نظیر کالی و بوگوتا هزاران و بلکه ده‌ها هزار معترض به خیابان‌ها آمده‌اند و در مواردی با مقامات حکومتی درگیر شده‌اند که دست کم منجر به شش کشته شده است. اعتراضات در روزهای بعد تداوم و گسترش داشته است و دولت وعده بازنگری در طرح مالیاتی را داده است و در نهایت رئیس‌جمهور گفته است که طرح را به‌طور کامل پس می‌گیرد. نهاد ناظر حقوق بشر سوءرفتار پلیس در برابر معترضان را متذکر شده است.